# Fucha (estación)
La estación sencilla Fucha, hace parte del sistema de transporte masivo de Bogotá llamado TransMilenio inaugurado en el año 2000.

## Ubicación
La estación se encuentra ubicada en el sur de la ciudad, más específicamente en la Avenida Caracas entre calles 17A Sur y 18A Sur. Se accede a ella a través de un cruce semaforizado ubicado sobre la Calle 17 Sur.

## Origen del nombre
La estación recibe el nombre de Fucha por la presencia, a un par de cuadras del canal del río Fucha, en la calle 13 sur. Atiende los barrios Ciudad Jardín Sur, Restrepo y alrededores.

## Historia
A comienzos del año 2001, fue inaugurada la segunda fase de la Troncal Caracas desde Tercer Milenio, hasta la estación intermedia de la Calle 40 Sur. Meses más tarde el servicio fue extendido al sur, hasta el Portal Usme.
Durante el Paro nacional de 2021, la estación sufrió diversos ataques que afectaron de forma considerable las puertas de vidrio y demás infraestructura de la estación, razón por la cual se encontró inoperativa. Por ello se implementó un servicio circular como contingencia.
Durante el Paro nacional de 2019, la estación sufrió diversos ataques que afectaron de forma considerable las puertas de vidrio y demás infraestructura de la estación, razón por la cual no estuvo operativa por algunos días luego de lo ocurrido.

## Servicios de la estación

### Servicios troncales
| Tipo                                | Rutas al Norte | Rutas al Sur |
| ----------------------------------- | -------------- | ------------ |
| Ruta fácil                          | 3              | 3            |
| Expresos todos los días todo el día | B72 B75        | H72 H75      |
| Expresos lunes a sábado todo el día | D21            | H21          |

### Esquema
| ← Norte      |         |         |
| Calle 17 Sur | D21B75  | 3B72    |
|              | Vagón 2 | Vagón 1 |
| Calle 17 Sur | 3H21H75 | H72     |
| Sur →        |         |         |

## Ubicación geográfica
| Noroeste: Antonio Nariño  | Norte: H Nariño | Nordeste: Antonio Nariño                           |
| Oeste: G NQS Calle 30 Sur |                 | Este: L Ciudad Jardín - Universidad Antonio Nariño |
| Suroeste: Antonio Nariño  | Sur: H Restrepo | Sureste: Antonio Nariño                            |